# Cocco Bill
Cocco Bill is een Italiaans stripfiguur bedacht door Benito Jacovitti. Cocco Bill is een humoristische strip die zich afspeelt in het Wilde Westen. De strip verscheen voor het eerst in 1957 in een jeugdbijlage van de krant Il Giorno. Tussen 1968 en 1969 verscheen Cocco Bill in Corriere dei piccoli. Daarna verscheen de strip nog in Il Giornalino.
Cocco Bill is een snel aangebrande en schietgrage cowboy die graag kamillethee drinkt.
Wanneer hij in een saloon een kamillethee bestelt is er altijd wel een cowboy die hem daarover uitlacht, waarop Cocco Bill in woede uitbarst.
Uiteindelijk krijgt de arme man klappen in zijn gezicht.
Desondanks is Cocco Bill een goede vent en helpt altijd de sheriffs om boeven te vangen. Het is niet altijd het geval dat de boeven in de gevangenis belanden. Veelal worden de boeven de dood in gejaagd, hetgeen vaak gepaard gaat met opmerkelijke laatste woorden.
Het paard van Cocco Bill heet Stapper (Tripotta in het Italiaans), hij denkt als een mens, rookt ook sigaretten en eet spaghetti.
Zoals in de meeste strips van Jacovitti, staan de pagina's vol met vreemde dingen: overal liggen worsten (soms met benen), botten, vissen, wormen met benen en hoeden, potloden, dobbelstenen, paarden met twee benen en een ruiter met vier benen. De figuranten doen ook vaak de gekste dingen. En de ledematen kunnen de vreemdste bochten en houdingen aannemen.

## Nederlandstalige publicaties
Enkele verhalen van Cocco Bill zijn verschenen in het Nederlandse stripweekblad Pep.
Nederlandstalige boekuitgaven:
- Cocco Bill Haalt 7+, 1975: Semic Press (vertaling van Cocco Bill #20: Cocco Bill fa sette più)
- Cocco Bill Tussen de rails, 1975: Semic Press (vertaling van Cocco Bill #21: Cocco Bill sulle rotaie), ook verschenen onder de titel Cocco Bill contra de Tsjoek Tsjoek Klan
- De Billieputters ; City Beng Beng, 1980, Bussum: CentriPress, deel 1 uit Centripress stripreeks (vertaling van Cocco Bill #28: Coccobilliput en Cocco Bill #27: Cocco Bill contro chissà?)
- Cocco Bill contra de Tsjoek Tsjoek Klan, 1981, Bussum: Centripress, deel 2 uit Centripress stripreeks (vertaling van Cocco Bill #21: Cocco Bill sulle rotaie), ook verschenen onder de titel Cocco Bill Tussen de rails
- Cocco Bill In Brokkel-City, 1981, Bussum: Centripress, deel 3 uit Centripress stripreeks (vertaling van Cocco Bill #29: Cocco Bill sette per due)
- Cocco Bill en Co, 2021, HUM!